# Androgenreceptor
Androgenreceptor (AR), även känd som NR3C4 (kärnreceptorunderfamilj 3, grupp C, medlem 4), är en typ av nukleär receptor som aktiveras genom att binda någon av de androgena hormonerna, inklusive testosteron och dihydrotestosteron i cytoplasman och translokerar sedan in i cellkärnan. Androgenreceptorn är närmast besläktad med progesteronreceptorn, progestogener i högre doser kan blockera androgenreceptorn.
Den huvudsakliga funktionen för androgenreceptorn är som en DNA-bindande transkriptionsfaktor som reglerar genuttryck; men androgenreceptorn har andra funktioner också. Androgenreglerade gener är avgörande för utvecklingen och underhållet av den manliga sexuella fenotypen.